# Castanheiro (Carrazeda de Ansiães)
Castanheiro é uma povoação portuguesa do Município de Carrazeda de Ansiães que foi sede da extinta Freguesia de Castanheiro, freguesia que tinha 13,66 km² de área e 427 habitantes (2011), e, por isso, uma1 densidade populacional de 31,3 hab./km².
A Freguesia de Castanheiro foi extinta em 2013, no âmbito de uma reforma administrativa nacional, tendo sido agregada à Freguesia de Ribalonga, para formar uma nova freguesia denominada União das Freguesias de Castanheiro do Norte e Ribalonga da qual é a sede. Tinha como orago São Brás e anexas as localidades de Tralhariz, Fiolhal e Foz-tua.

## População
| População da freguesia de Castanheiro | População da freguesia de Castanheiro | População da freguesia de Castanheiro | População da freguesia de Castanheiro | População da freguesia de Castanheiro | População da freguesia de Castanheiro | População da freguesia de Castanheiro | População da freguesia de Castanheiro | População da freguesia de Castanheiro | População da freguesia de Castanheiro | População da freguesia de Castanheiro | População da freguesia de Castanheiro | População da freguesia de Castanheiro | População da freguesia de Castanheiro | População da freguesia de Castanheiro |
| ------------------------------------- | ------------------------------------- | ------------------------------------- | ------------------------------------- | ------------------------------------- | ------------------------------------- | ------------------------------------- | ------------------------------------- | ------------------------------------- | ------------------------------------- | ------------------------------------- | ------------------------------------- | ------------------------------------- | ------------------------------------- | ------------------------------------- |
| 1864                                  | 1878                                  | 1890                                  | 1900                                  | 1911                                  | 1920                                  | 1930                                  | 1940                                  | 1950                                  | 1960                                  | 1970                                  | 1981                                  | 1991                                  | 2001                                  | 2011                                  |
| 941                                   | 890                                   | 1 052                                 | 1 098                                 | 1 111                                 | 1 003                                 | 1 210                                 | 1 306                                 | 1 364                                 | 1 074                                 | 849                                   | 962                                   | 761                                   | 586                                   | 427                                   |